# St. Cyriakus (Höngeda)

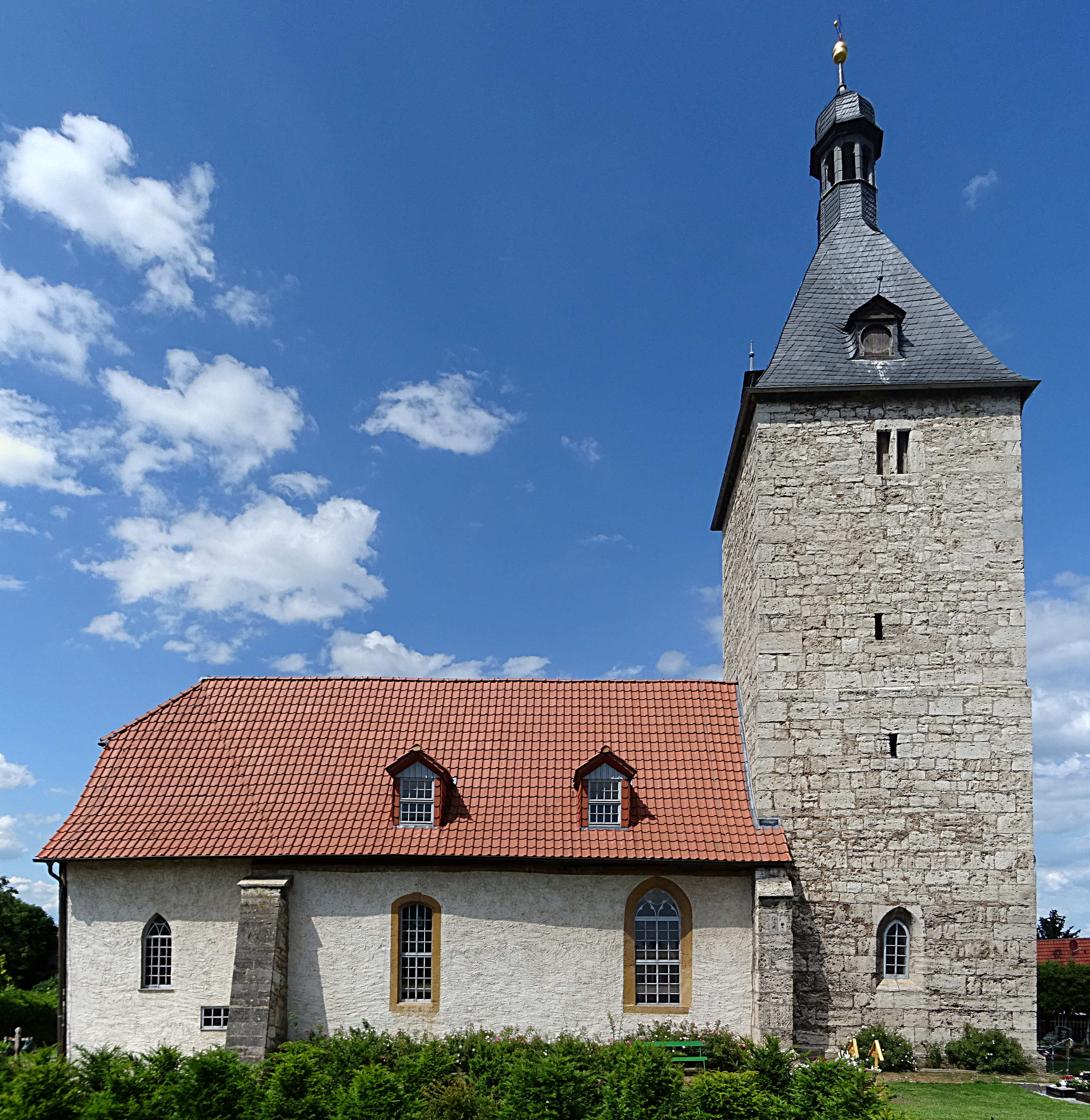
St.-Cyriakus-Kirche

Die evangelische Dorfkirche St. Cyriakus steht im Ortsteil Höngeda der Stadt Mühlhausen im Unstrut-Hainich-Kreis in Thüringen. Der Heilige Cyriakus ist der Schutzpatron der Winzer.

## Geschichte
Die damaligen Bürger der Siedlung Höngeda mit ihrer St.-Cyriakus-Kirche bewohnten als Nachbar der Reichsstadt Mühlhausen und als Anlieger in der sehr breiten Unstrutaue einen wichtigen strategischen Platz. Die Kirche war daher als Wehrkirche und Außenposten für den Mühlhäuser Landgraben entwickelt worden, um Mensch und Tier vor Natur- und Menschengewalten zu schützen. Als Wehrkirche und Wartturm befindet sie sich im Dorfzentrum und ist durch ihren hohen Turm von weither sichtbar. Später wurde sie „nur“ Gotteshaus für die Gläubigen und anderen Bürger im Dorf.